# Lista de monarcas de Jafanapatão
A seguinte lista é uma lista de monarcas do reino de Jafanapatão, desde a invasão de Kalinga Magha em 1215 até à conquista portuguesa em 1619, quando se encontrava sob o domínio de Cankili II.

## Casa de Calinga (Índia) (1215–1255)
| Imagem | Nome          | Nascimento | Morte | Início do reinado | Fim do reinado | Relação com o antecessor                                                                      |
| ------ | ------------- | ---------- | ----- | ----------------- | -------------- | --------------------------------------------------------------------------------------------- |
|        | Kalinga Magha | -          | -     | 1215              | 1255           | Foi príncipe de Calinga. A sua família administrava o Templo de Ramanathaswamy em Tamil Nadu. |

## Tambralinga (1255–1262)
| Imagem | Nome         | Nascimento | Morte | Início do reinado | Fim do reinado | Relação com o antecessor |
| ------ | ------------ | ---------- | ----- | ----------------- | -------------- | ------------------------ |
|        | Chandrabhanu | -          | 1270  | 1255              | 1262           | Invasor                  |

## Dinastia Aryacakravarti (1262–1450)
| Imagem | Nome                       | Nascimento | Morte | Início do reinado | Fim do reinado | Relação com o antecessor               |
| ------ | -------------------------- | ---------- | ----- | ----------------- | -------------- | -------------------------------------- |
|        | Kulasekara Cinkaiariyan    | -          | 1284  | 1262              | 1284           | Filho de Cekaracacekaran I             |
|        | Kulotunga Cinkaiariyan     | -          | -     | 1284              | 1292           | Filho de Kulasekara Pararacacekaran I  |
|        | Vickrama Cinkaiariyan      | -          | -     | 1292              | 1302           | Filho de Kulottunga Cekaracacekaran II |
|        | Varodaya Cinkaiariyan      | -          | 1325  | 1302              | 1325           | Filho de Vikkrama Pararacacekaran II   |
|        | Martanda Cinkaiariyan      | -          | 1348  | 1325              | 1348           | Filho de Varotaya Cekaracacekaran III  |
|        | Gunabhooshana Cinkaiariyan | -          | -     | 1348              | 1371           | Filho de Marttanta Pararacacekaran III |
|        | Virodaya Cinkaiariyan      | -          | -     | 1371              | 1380           | Filho de Kunapusana Cekaracacekaran IV |
|        | Jeyaveera Cinkaiariyan     | -          | 1410  | 1380              | 1410           | Filho de Virotaya Pararacacekaran IV   |
|        | Gunaveera Cinkaiariyan     | -          | -     | 1410              | 1440           | Filho de Jeyavira Cekaracacekaran V    |
|        | Kanakasooriya Cinkaiariyan | -          | 1478  | 1440              | 1450           | Filho de Kunavira Pararacacekaran V    |

## Casa de Siri Sanga Bo (1450–1467)
| Imagem | Nome                                   | Nascimento | Morte | Início do reinado | Fim do reinado | Relação com o antecessor |
| ------ | -------------------------------------- | ---------- | ----- | ----------------- | -------------- | ------------------------ |
|        | Bhuvanekabahu VI (ou Sapumal Kumaraya) | -          | 1480  | 1450              | 1467           |                          |

## Dinastia Aryacakravarti (restaurada) (1467–1619)
| Imagem | Nome                                    | Nascimento | Morte | Início do reinado | Fim do reinado | Relação com o antecessor           |
| ------ | --------------------------------------- | ---------- | ----- | ----------------- | -------------- | ---------------------------------- |
|        | Kanakasooriya Cinkaiariyan (restaurado) | -          | 1478  | 1467              | 1478           |                                    |
|        | Singai Pararasasegaram                  | -          | 1519  | 1478              | 1519           | Filho de Cekaracacekaran V         |
|        | Cankili I                               | -          | 1565  | 1519              | 1561           | Filho de Singai Pararacacekaran VI |
|        | Puviraja Pandaram                       | -          | 1591  | 1561              | 1565           | Filho de Cekaracacekaran VI        |
|        | Kasi Nayinar Pararacacekaran            | -          | 1570  | 1565              | 1570           |                                    |
|        | Periyapillai                            | -          | 1582  | 1570              | 1582           |                                    |
|        | Puviraja Pandaram (restaurado)          | -          | 1591  | 1582              | 1591           |                                    |
|        | Ethirimana Cinkam                       | -          | 1617  | 1591              | 1617           | Filho de Pararacacekaran VII       |
|        | Cankili II                              | -          | 1619  | 1617              | 1619           | -                                  |

## Império Português (1619-1624)
| Imagem | Nome            | Nascimento | Morte | Início do reinado | Fim do reinado | Relação com o antecessor        |
| ------ | --------------- | ---------- | ----- | ----------------- | -------------- | ------------------------------- |
|        | Dom Constantino | -          | -     | 1619              | 1624           | Fantoche das forças portuguesas |